# Acoelomorpha
Acoelomorpha je podred prostih mekušaca sa funkcijama i svojstvima planule (forma larve prekrivene cilijama). Živi u morskim i slatkovodnim staništima, najčešće između naslaga sedimenta, plivajući kao plankton, ili puzeći na druge organizme poput alge ili korala.

## Klasifikacija
Acoelomorpha je zbog svojih morfoloških karakteristika dugo smatrana za pripadnicu reda Platyhelminthes. To je trajalo sve do kraja 20. veka,kada su molekularne studije pokazale da zajedno sa Xenoturbell-om (vrstom vrlo jednostavnog organizma),Acoelomorpha ima formu monofiletske grupe.

Tada je stvorena vrsta Xenacoelomorpha,kako bi se povezale ove dve jedinke. Ova vrsta nije do kraja definisana,jer su određeni istraživači tvrdili da ona pripada deuterostomijama,a drugi da pripada carstvu Animalia. Zbog njihovog mekanog tela vrlo ih je teško klasifikovati.

## Anatomija
Acoelomorphe podsećaju na crve u mnogim aspektima,samo sa još jednostavnijom anatomijom. Nemaju cirkularni sistem, respiratorni sistem, sistem za lučenje,kao ni abdomen i telesne šupljine. Nervni sistem Acoelomorphe formiran je kao niz uzdužnih nervnih završetaka ispod cilijarnog epidermisa. Blizu prednjih krajeva snopovi nerava se ujedinjuju u prsten,ali ne grade pravi mozak. Pretpostavlja se da je ovakva organizacija bila preteča forme nervnog sistema bilateralnih životinja.Od senzornih funkcija Acoelomorpha ima statocistu koja joj pomaže u orijentaciji i primitivni senzor za detektovanje svetlosnih promena.
Podgrupe Acoelomorhe su Acoela i Nemertodermatida.

## Galerija
- Acoela
- Isodiametra pulchra (Acoela)
- Neochildia fusca (Acoela)
- Vrste nemertodermatide
- Sterreria rubra
- Sterreria ylvae
- Nemertodermatida wolfgangi
- Sterreria martindalei

## Spoljašnje veze
- Phylogeny of Lower Worms of the Meiofauna (Acoelomorpha)
- Acoelomorpha: A Phylogenetic Headache. Earthling Nature